# 203 Prince Street
203 Prince Street es una casa adosada histórica en Prince Street, entre las calles MacDougal y Sullivan, en el barrio SoHo de Manhattan, Nueva York . Construido en 1834 con2 1⁄2 pisos en un terreno que alguna vez fue parte de la propiedad de Aaron Burr, la casa adquirió un piso completo adicional en 1888.  Construido principalmente en el estilo federal tardío, el edificio también tiene elementos del estilo del renacimiento griego .
La casa fue designada como un hito de la ciudad de Nueva York en 1974 y se agregó al Registro Nacional de Lugares Históricos en 1983.